# Tempelj Pašupatinat
Tempelj Pašupatinat (nepalsko: पशुपतिनाथ मन्दिर) je slavni hindujski tempeljski kompleks ob bregovih reke Bagmati, približno 5 kilometrov severovzhodno od Katmanduja v vzhodnem delu Katmandujske doline v Nepalu . Tempelj služi kot sedež nepalskega nacionalnega božanstva Pašupatinata. Ta tempeljski kompleks je bil vpisan na seznam Unescove svetovne dediščine leta 1979 . To »obsežno hindujsko tempeljsko območje« je »izčrpana zbirka templjev, ašramov, podob in napisov, ki so nastali skozi stoletja ob bregovih svete reke  Bagmati« in je vključena kot ena od sedmih spomeniških skupin v Katmandujski dolini na Unescov seznam kulturne dediščine . Eden glavnih festivalov templja je Maha Šivaratri, ki ga danes obišče več kot milijon privržencev.
Tempelj je eden izmed 275 Paadal Petra Sthalams (sveto prebivališče Šive) na celini. Kotirudra Samhita, 11. poglavje o lingamih na severu, v Šiva Purani omenja te lingame kot podajalce vseh želja.

## Zgodovina
Tempelj je v 5. stoletju znova postavil kralj Pračanda Dev iz rodbine Liččavidov, potem ko so prejšnjo stavbo uničili termiti . Sčasoma je bilo okrog tega templja postavljenih še več templjev. Med njimi je kompleks templjev Vaišnava s templjem Rama iz 14. stoletja in tempelj Guhješvari, omenjen v rokopisu iz 11. stoletja.

### Legenda okoli izvora templja
Tempelj Pašupatinat  je najstarejši hindujski tempelj v Katmanduju. Ni znano, kdaj so ga zgradili. Toda po Nepal Mahatmayi in Himvatkhandi , je božanstvo tam pridobilo veliko slavo kot Pašupati, gospod vseh Pašus, tako živih kot tudi neživih bitij. Obstoj templja Pašupatinat sega v leto 400 pr. n. št. Bogato okrašena pagoda hrani sveto lingo ali sveti simbol Šive. Obstaja veliko legend, ki opisujejo, kako je tukaj obstajal tempelj gospoda Aaloka Pašupatinata. Nekatere od njih so opisane v nadaljevanju.

#### Legenda o kravi
Legenda pravi, da sta Šiva in Parvati nekoč prevzela obliko antilope in se neprepoznana igrala v gozdu na vzhodnem bregu reke Bagmati. Bogovi so jo pozneje ujeli in zagrabili za enega od rogov, ter jo prisilili, da je ponovno prevzela svojo božansko obliko. Zlomljeni rog je bil čaščen kot Sivalingam, vendar je bil sčasoma pokopan in izgubljen. Stoletja kasneje so osupli pastirji našli eno od svojih krav, ki je močila  zemljo z mlekom. Kopal je globoko na kraju, ko je odkril božansko lingo Pašupatinata.

#### Liččhavijeva legenda
Glede na Gopalradž Aalok Vamsavali, najstarejšo kroniko v Nepalu, je ta tempelj zgradil Pračanda Deva, kralj Liččhavidov, ki je po kamnitem napisu, ki ga je Džajadeva 11 postavil na dvorišču Pašupatinata leta 753 n. št. pred Manadevo (464-505).

#### Devalaya legenda
V drugi kroniki je zapisano, da je bil tempelj Pašupatinat v obliki linge pokrit Devalaye, preden je Supuspa Deva na tem mestu zgradil petetažni Pašupatinatov tempelj. Ko je čas minil, se je pojavila potreba po popravljanju in obnavljanju templja. Ugotovili so, da je ta tempelj rekonstruiral srednjeveški kralj Šivadeva (1099-1126). Ananta Malla ga je obnovil in mu dodal streho . Tisoči romarjev z vsega sveta se poklonijo temu templju, ki je znan tudi kot »Tempelj živih bitij«.

#### Druga prepičanja
Obstaja več zapletenih zgodb, ki vključujejo izvor Pašupatinata. Ena zgodba na kratko pove, da sta Šiva in Parvati prišli v Katmandujsko dolino in na potovanju počivala ob reki Bagmati. Šiva je bil tako navdušena nad njeno lepoto in okoliškim gozdom, da sta se z Parvati spremenila v jelena in vstopila v gozd. Mnoga mesta v dolini Katmanduja so bila identificirana kot kraji, kjer je Šiva bil v času svojega življenja kot jelen. Čez nekaj časa so ljudje in bogovi začeli iskati Šivo. Končno so ga po različnih zapletih našli v gozdu, vendar ni hotel oditi. Nastalo je več zapletov, toda na koncu je Šiva napovedal, da bo, ker je živel ob reki Bagmati v obliki jelena, zdaj znan kot Pašupatinat, gospod vseh živali. Rečeno je, da bi kdor koli, ki bi prišel sem in videl lingam, ki se je pojavil tam, se ne bi ponovno rodil kot žival.

#### Iskanje Šive Lingam v templju Pašupatinat
Rečeno je, da se je krava Kamadhenu, ki je izpolnila željo, našla zavetje v jami na gori Čandravan. Vsak dan se je Kamadhenu spustila do mesta, kjer je bil lingam zakopan v zemljo in polila mleko na tla. Po nekaj tisoč letih so nekateri ljudje vsak dan videli Kamadhenu, ki je mleko polila na isto mesto in začeli so se spraševati, kaj bi to bilo. Tako so odstranili zemljo in našli čudovit svetleč lingam in ga začeli častiti

## Tempeljski kompleks
Območje Pašupatinata obsega 264 hektarjev ozemlja, vključno s 518 templji in spomeniki. Glavni tempelj v obliki pagode je v utrjenem dvorišču znotraj kompleksa, ki ga varuje pol-vojaška nepalska policija in vojaške sile Nepalske vojske ter ima policijsko postajo skupaj s četrtjo. Pred zahodnimi vrati je velik bronasti bik Nandi. Skupaj s številnimi templji in svetišči obeh Vaišnav in saiva tradicijo.

### Templji in svetišča na notranjem dvorišču
- Tempelj Vasuki Nath
- Tempelj Unmata Bhairava
- Tempelj Surya Narajana
- svetišče Kirtimukha Bhairava
- Svetišče Budhanilakantha
- Svetišče Hanuman
- Svetišče Sivalingam 184

### Templji in svetišča v zunanjem kompleksu
- Ram mandir
- Virat svarop tempelj
- 12 džjotirlingha in Pandra Šivalaja
- Tempelj Guhdžešvari

## Glavna tempeljska arhitektura
Ta glavni tempelj je zgrajen v arhitekturi nepalske pagode. Vse značilnosti sloga pagode najdemo tukaj, kot so kubične konstrukcije, lepo izrezljani leseni špirovci na katerih počivajo (tundal). Dve ravni strehi sta iz bakra in pozlačeni. Tempelj leži na kvadratni bazi višine 23 m in 7 cm od podnožja do vrha. Ima štiri glavna vrata, vsa pokrita s srebrnimi listi. Ta tempelj ima zlato fialo (Gadžur). Znotraj sta dva garbhagriha, zunanji in notranji. Notranji garbhagriha ali sanctum sanctorum je tam, kjer je postavljen idol, zunanji je odprt hodniku podoben prostor.

## Božanstvo
Sacro sanctum ali glavni idol je kamen Mukhalinga ('lingam z obrazom') s srebrno joni (anikonična predstavitev boginje Šakti) bazo, povezano s srebrno kačo. Lingam je visok en meter in ima lica na štirih smereh. Ta lica predstavljajo različne vidike Šive; Sadjodžata (znan tudi kot Barun), Vamadeva (znan tudi kot Ardhanarešvara), Tatpuruša, Aghora & Išana (domiseln). Soočeni z zahodom, severom, vzhodom, jugom in zenitom predstavljajo pet primarnih elementov in sicer zemlja, voda, zrak, svetloba in eter. Vsak obraz ima drobne štrleče roke, ki držijo rudrakša (seme, ki se tradicionalno uporablja kot molitvena kroglica v hinduizmu) na desni in kamandalu (podolgovat lonec za vodo, narejen iz suhe buče ali kokosove lupine, kovine, lesa drevesa Kamandalataru) na drugi strani. Za razliko od drugih Šivinih lingamov v Indiji in Nepalu je ta Pašupati Šiva lingam vedno oblečen v svojo zlato verigo, razen med abhišeko, zato je polivanje mleka in Ganga Džal možno le med abhišeko preko glavnih duhovnikov.

## Duhovniki
Edinstvena značilnost tega templja je, da se lahko samo 4 duhovniki dotaknejo idola. Dnevne rituale Pašupatinat izvajata dva svečenika; eden je Bhatt duhovnik in drugi Bhandari. Bhatta ali Bhatt sta tista, ki opravlja vsakdanji ritual in se lahko dotakne lingama, medtem ko so Bhandari pomočniki in tempeljski hišni duhovniki, ki niso usposobljeni za izvajanje ritualov pooja ali za dotik božanstva.

### Bhatta
Bhatta, napisano tudi Bhat, so visoko izobraženi vedski učitelji Dravida Brahmin iz Karnataka. Za razliko od drugih hindujskih templjev, duhovništvo v Pašupatinatu ni dedno. Duhovniki so izbrani iz skupine učenjakov, ki jih je izobraževal Šri Šankaračarja Dakšinamnaja Peth iz mesta Sringeri v rigvedski recitaciji, ki jo je začela v Pašupata jogi organizacija Kaši Math, Šiva Āgama (zbirka svetih spisov iz številnih hindujskih šol) in se naučil recitiranja Samavede iz kraja Haridvar. Po pridobitvi kvalifikacije in izpolnjevanju vseh teh meril so za duhovništvo izbrani Raj Guru iz Pašupatinatovega templja, ki je strogo pregledan v Vedah in Šiva Agamah, nato pa je izbran duhovnik poslan v Katmandu za izvedbo pudže in dnevnega bogoslužja gospoda Šri Pašupatinata.

### Bhandaris
Prav tako imenovani Radžbhandari (je priimek Nevarcev, ki izvira iz Katmandujske doline), so zakladniki, skrbniki templja in pomočniki duhovnika templja. Ti Bhandariji so potomci pomočnikov duhovnikov, ki so jih vzgojili zgodnji Bhatti, vendar jim je bilo dovoljeno, da se naselijo v Katmandujski dolini, kasneje pa so se asimilirali v obstoječe nevarske kaste Radžhandari - visoka kasta Čatharija / Kšatrija gotra. Njihova glavna naloga je pomagati duhovniku Bhattu in opravljati vzdrževanje notranje garbhagrihe. Lahko imajo malo ali nič vedskega znanja, vendar še vedno izpolnjujejo pogoje za pomočnika duhovnika, če pripadajo istemu družinskemu rodu in so podvrženi nekaterim osnovnim kriterijem, kot so kasta, gotra, čistost linij, izobraževalne kvalifikacije, itd. Delajo v nizu treh in se menjajo vsak dan polne lune.

## Vhod in Daršan
Tempeljsko dvorišče ima 4 vhode v kardinalih smereh. Zahodni vhod je glavni vhod v tempeljsko dvorišče, preostali trije vhodi pa so odprti samo med prazniki. Varnost templja (oborožena nepalska policija) in razvojni sklad Pašupatinatskega območja sta selektivna glede tega, komu je dovoljen vstop v notranje dvorišče. Izvajanje molitev hindujcem in budistom nepalske in tibetanske diaspore je dovoljena samo na tempeljskem dvorišču. Izvajanje molitev hindujcem zahodnega porekla ni dovoljena v tempeljskem kompleksu in ne smejo iti dlje od drugih obiskovalcev, ki niso hindujci. Izjema so Siki in džainisti, če imajo indijske prednike, lahko vstopijo v tempeljski kompleks. Drugi lahko gledajo na glavni tempelj iz nasprotne strani reke in morajo plačati pristojbino za obisk na stotine majhnih templjev v zunanjih prostorih templja.
Notranje dvorišče templja je odprto od 4. do 19. ure za privržence, vendar je notranji tempelj Pašupatinat, kjer je lingam Pašupatinata, odprt od 5. do 12. ure za jutranji ritual in ogled ter od 17. do 19. ure za večerni ritual. Za razliko od mnogih drugih Šiva svetišč, privrženci  ne smejo vstopiti v notranje prostore garbhagrihe, temveč jim je dovoljeno gledati iz zunanjih prostorov zunanje garbhagrihe.

## Abhišeka
Svetišče, kjer je Šiva lingam, ima štiri vhode: vzhod, zahod, sever, jug. Običajno vstopajo privrženci le  skozi zahodna vrata. Od 9:30 do 13:30 lahko častijo iz vseh 4 vrat.

## Festivali
Obstaja veliko festivalov skozi vse leto in se jih udeležuje na tisoče ljudi. Najpomembnejši festivali so Maha Šiva Ratri Bala Čaturthi in festival Tedž. Tedž je eden najbolj slavnih festivalov v templju Pašupatinat. To praznujejo hindujske nepalske ženske za dolgo življenje in srečo svojega moža. Domneva se, da bo postenje na ta dan ustvarilo močno vez med možem in ženo. Na ta dan je v templju največja množica .

## Polemika 2009
Januarja 2009, po prisilnem odstopu glavnega duhovnika Pašupatinatovega templja, je maoistična vlada Nepala 'ročno izbrala' nepalske duhovnike etnične pripadnosti Khas-Gorkhalija, da bi vodili tempelj, s čimer so se izognili dolgoletnim zahtevam templja. To imenovanje so izpodbijali Bhandarisi templja, pri čemer so navedli, da niso proti imenovanju nepalskih duhovnikov, temveč proti imenovanju brez ustreznega postopka. Po tem, ko je bilo imenovanje izpodbijano na civilnem sodišču, je imenovanje zavrnilo Vrhovno sodišče Nepala. Vendar vlada ni upoštevala odločitve in je ostala pri svoji odločitvi. To je povzročilo javno ogorčenje in proteste zaradi pomanjkanja preglednosti. Paravojaška skupina CPN (maoisti), imenovana YCL, je napadla protestnike, kar je povzročilo več kot ducat poškodb. Zakonodajalci in aktivisti opozicijskih strank so se pridružili protestom, pri čemer so izjavili, da podpirajo Bhatto in druge protestnike, ki si prizadevajo za Bhatto. Po dolgem nezadovoljstvu in protestih hindujcev v Nepalu in zunaj njega je bila vlada prisiljena spremeniti svojo odločitev, ki jo je Vrhovno sodišče Nepala razglasilo za nezakonito in ponovno vzpostavilo Bhatta duhovnike.

## Potres 2015
Glavni tempeljski kompleks Pašupatinat  in sanctum sanctorum sta ostala nedotaknjena, vendar so bili nekateri zunanji objekti na seznamu svetovne dediščine poškodovani zaradi potresa v Nepalu aprila 2015. 

## V popularni kulturi
Stavbe in ulična razporeditev templja so bile uporabljene v video igri Commandos 2: Men of Courage v eni fazi igre, Target: Burma. Čeprav je bila igra postavljena v Burmi, so se sklicevali na Gurke, vojake nepalske narodnosti.

## Galerija
- Glavna vrata
- Eden glavnih gatov vzdolž reke Bagmati.
- Panoroma
- Tempelj Pašupatinat
- Tempelj iz rečne strani
- Vhod iz ulice
- Kremacije ob reki Bagmati
- Kremacija od blizu
- Sadhuji
- Detajl templja
- Aghori v templju v času Šivaratri
- Most čez reko Bagmati
- Narasla reka Bagmati in tempelj
- Pogreb